# Ernest Morin-Latour
Ernest Morin-Latour, né le 23 février 1834 à Livron (Drôme) et mort le 5 octobre 1895 à Livron, est un homme politique français.

## Biographie
Issu d'une famille enrichie dans le commerce de soie, il se tourne ensuite vers la viticulture. Conseiller d'arrondissement en 1871, conseiller général en 1873, il est maire de Saint-Martin-de-Valamas en 1884. Il est député de l'Ardèche en 1885 et siège à droite. La liste est invalidée et n'est pas réélu en 1886. Il est réélu en 1889, mais il est une nouvelle fois invalidé et battu en 1890.

## Sources
- « Ernest Morin-Latour », dans Adolphe Robert et Gaston Cougny, Dictionnaire des parlementaires français, Edgar Bourloton, 1889-1891 [détail de l’édition]
- « Ernest Morin-Latour », dans le Dictionnaire des parlementaires français (1889-1940), sous la direction de Jean Jolly, PUF, 1960 [détail de l’édition]